# Amauronematus nitidipleuris
Amauronematus nitidipleuris är en stekelart som beskrevs av René Malaise 1931. Amauronematus nitidipleuris ingår i släktet Amauronematus, och familjen bladsteklar. Arten är reproducerande i Sverige.